# Алга (Кордайский район)
Алга (каз. Алға, до этого Жанатурмыс) — село в Кордайском районе Жамбылской области Казахстана. Административный центр Алгинского сельского округа. Находится примерно в 22 км к северу от районного центра, села Кордай. Код КАТО — 314832100. Село находиться вдоль трассы A-2

## Население
В 1999 году население села составляло 718 человек (353 мужчины и 365 женщин).
| 2009 | 2021 | 2021 2009 процентом | Мужчины 2009 | Мужчины 2021 | 2021 2009 процентом | Женщины 2009 | Женщины 2021 | 2021 2009 процентом |
| ---- | ---- | ------------------- | ------------ | ------------ | ------------------- | ------------ | ------------ | ------------------- |
| 605  | 780  | 128,9               | 304          | 394          | 129,6               | 301          | 386          | 128,2               |

## Инфоструктура
В селе есть школа, медицинский пункт, мечеть и 45 жилых домов. Также есть магазин "Төленді" названный в честь отца владельца и кафе
"Ақ Бұлақ".